# Cerro El Café
Cerro El Café es el nombre que recibe una montaña localizada en el centro norte de Venezuela, se eleva hasta un altitud de 1.300 metros sobre el nivel del mar, y hace parte administrativamente del Municipio Naguanagua, uno de los que forman el área metropolitana de Valencia en el Estado Carabobo.